# Kurdi Kara
Kurdi Kara, född Erdogan Kara den 1 mars 1980 i kurdiska byn Büyükbeşkavak i Konya, Turkiet, är en svensk manusförfattare, skådespelare och författare av kurdisk härkomst.
Kurdi Kara kom till Sverige ensam som sjuttonårig till Falkenberg sommaren 1997. Han levde gömd i Sverige som illegal invandrare i fyra års tid. Under tiden åkte han runt och livnärde sig som pizzabagare i ett flertal svenska kommuner. Uppehållstillstånd fick han 2001 och bosatte sig i Landskrona 2005, där han är bosatt än idag. Kurdi Kara är känd från teaterprojektet Landskrona Live, från kortfilmen On Suffocation som hade premiär 2013 och från kortfilmen Min faster i Sarajevo som hade premiär 2016.
Under hösten 2010 medverkade Kurdi i Rampljuset i SVT Barnkanalen som standup-komiker.